# Ляшенко Михайло Юрійович
Михайло Юрійович Ляшенко (7 жовтня 1915, Харків, Російська імперія — 2 жовтня 1991, Електросталь, Московська область, Росія) — російський радянський дитячий прозаїк і письменник-фантаст.
Слід відрізняти письменника Ляшенка від його повного тезка, поета Михайла Юрійовича Ляшенка (нар. 1946).

## Життєпис
Народився 7 жовтня 1915 року в Харкові. Батько Юрій Михайлович був бухгалтером, мати, Людмила Михайлівна заробляла перекладами іноземної науково-технічної літератури. Перші публікації в 17 років (1932 р.). Закінчивши школу в Харкові, вступає на сценарне відділення ВДІКу в Москві і закінчує його 1939 року.
Перу М. Ю. Ляшенка належить три науково-популярні книги, видані в Україні в 1930-і роки:
- «Хліб з повітря» (1935) — про будівництво комбінату із синтезу аміаку з екскурсом в історію хімії;
- «Повість про каучуконоси» — з пригодницьким сюжетом про створення в Черкесії дослідної плантації рослин-каучуконосів;
- «Життєпис ртуті» (1940) — про історію народження ртуті.

Під час навчання в Москві одружується зі студенткою МХТІ ім. Д. І. Менделєєва Ганною Михайлівною Степановою, яка після закінчення навчання отримала розподіл у місто Електросталь Московської області, де й оселилися подружжя. Все подальше життя пов'язане з цим містом. У воєнні роки через короткозорість Ляшенка не взяли до армії. Він працював на будівництві оборонних укріплень навколо столиці та оборонному заводі. У повоєнні роки, продовжуючи працювати на заводі, у вільний час писав книги для дітей та юнацтва, зокрема й у співавторстві з Олексієм Мусатовим та Олександром Свіріним.
Перша науково-фантастична публікація — «Незвичайна пригода» (1958), потім вийшов фантастичний роман «Людина-промінь» (1959; окреме видання — 1961). Роман перекладено болгарською, румунською, сербсько-хорватською мовами.
У співавторстві з О. Свіріним написав дитячі науково-популярні книги з елементами наукової фантастики «До Землі ще далеко» (рос. До Земли ещё далеко; 1962) і «На цій планеті можна жити» (рос. На этой планете можно жить; 1964), які започаткували популярну серію дитячих книг «Книга знань».
Історикам радянської фантастики Ляшенко відомий також своєю статтею в газеті «Літературна Росія», в якій він, зокрема, критикує нову повість А. і Б. Стругацьких «Суєта навколо дивана» (згодом увійшла як частина в повість «Понеділок починається в суботу») і оповідання В. В. Григор'єва «Ріг достатку» за прагнення бездумно розважати читача, відсутність зіткнення характерів і чіткої соціальної розстановки протиборчих сил.
Згодом у співавторстві з письменником Олексієм Мусатовим — теж жителем Електросталі, з яким був знайомий від 1930-х років, — писав дитячі реалістичні повісті («Бережки» (1964), «Чемпіони з Чирикова» (1970), «Андрій з Червоної вулиці» (1978) та ін.), документальні та науково-популярні книги для дітей («Оповідання про радянський герб» (1963), «Ось який коровай» (1975) та ін.), і навіть твори для дорослих виробничої тематики («Шляхи людські» (1963), «Вишневий сад» (1966), «Це взаємно» (1972), «Пошук» (1976) та ін.).
1981 року вийшла повість Ляшенка «З Пітера до Пітера» (рос. Из Питера в Питер), написана за мотивами реальної історичної події: про дітей, відправлених 1918 року до Сибіру від петроградського голоду, відрізаних війною та врятованих Американським Червоним Хрестом.
Помер 2 жовтня 1991 року в Електросталі.
Нагороджений медалями: «За оборону Москви», «За перемогу над Німеччиною», «За трудову доблесть» та кількома ювілейними нагородами у зв'язку зі святкуванням Дня Перемоги.

## Твори

### Книги
- Ляшенко М. Хліб з повітря: Технічна повість. — [Харків]-[Київ] : Держ. наук.-тех. вид-во України, 1935. — 188 с. — 6000 прим.
- Ляшенко М. Повість про каучуконоси. — Харків-Одеса : Дитвидав, 1936. — 124 с.
- Ляшенко М. Біографія ртуті / Худ. М. Штаерман. — Харків-Одеса : Дитвидав, 1940. — 116 с. — 10000 прим.
- Ляшенко М. Ю. Человек-луч: Фантастический роман / Рис. Г. Акулова. — М. : Детгиз, 1961. — 286 с. — (Библиотека приключений и научной фантастики) — 165000 прим.
- Ляшенко М. Ю. Человек-луч: Фантастический роман / Обл. и илл. Г. Шевякова. — Ташкент : Ёш гвардия, 1961. — 160 с. — 100000 прим.
- Ляшенко М. Ю., Свирин А. Б. До Земли ещё далеко / Худ. Б. Маркевич и Н. Гришин. — М. : Детский мир, 1962. — 96 с. — (Книга знаний) — 115000 прим.
- Ляшенко М. Ю., Свирин А. Б. На этой планете можно жить / Худ. Б. Маркевич и Н. Гришин. — М. : Детский мир, 1963. — 96 с. — (Книга знаний 2) — 115000 прим.
- Мусатов А. И., Ляшенко М. Ю. Пути людские. Записки председателя завкома / Илл. Ю. К. Бажанов. — М. : Профиздат, 1963. — 184 с. — 15000 прим.
- Ляшенко М. Ю. Рассказы о советском гербе: [Для младшего и среднего школьного возраста] / Рис. Д. Хайкина. — М. : Детгиз, 1963. — 128 с. — 65000 прим.
- Ляшенко М. Ю., Мусатов А. И. Бережки: Повесть для детей / Илл. А. Михайлов. — М. : Молодая гвардия, 1964. — 192 с. — 65000 прим.
- Мусатов А. И., Ляшенко М. Ю. Пути людские... Записки председателя завкома / Илл. Ю. К. Бажанов. — 2-е изд. — М. : Профиздат, 1964. — 183 с. — 54000 прим.
- Мусатов А. И., Ляшенко М. Ю. Вишнёвый сад: [О Л. И. Ананьевой] / Рис. Д. Хайкина. — М. : Профиздат, 1966. — 239 с. — 75000 прим.
- Ляшенко М. Ю. Рассказы о советском гербе: [Для среднего школьного возраста]. — 2-е доп. изд. — Детская литература, 1967. — 96 с. — 100000 прим.
- Мусатов А. И., Ляшенко М. Ю. Запас прочности: Повесть / Илл. А. Яковлев. — М. : Профиздат, 1969. — 239 с.
- Ляшенко М. Ю., Мусатов А. И. Чемпионы из Чирикова: Повесть: [Для среднего школьного возраста] / Илл. М. Петров. — М. : Советская Россия, 1970. — 144 с. — 50000 прим.
- Мусатов А. И., Ляшенко М. Ю. Это взаимно: Повесть о сталеваре завода «Электросталь» В. Постникове. — М., 1972. — 191 с. — 50000 прим.
- Ляшенко М. Ю., Мусатов А. И. Я — допризывник. — М. : Изд-во ДОСААФ, 1972. — 95 с. — 86000 прим.
- Ляшенко М. Ю., Мусатов А. И. Вот какой каравай: [Для младшего школьного возраста]. — М. : Малыш, 1975. — 34 с. — 100000 прим.
- Ляшенко М. Ю., Мусатов А. И. Поиск. Повести о делах и людях партии. — М. : Политиздат, 1976. — 327 с. — 100000 прим.
- Мусатов А. И., Ляшенко М. Ю. Андрей с Красной улицы: Повесть: [Для среднего и старшего школьного возраста]. — М. : Советская Россия, 1978. — 100000 прим.
- Ляшенко М. Ю. Твоё краснокрылое знамя: [Для младшего школьного возраста] / Худ. В. Винокур. — М. : Детская литература, 1978. — 238 с. — 100000 прим.
- Ляшенко М. Ю. Из Питера в Питер: Повесть: [Для младшего школьного возраста] / Рис. В. Юдина. — М. : Детская литература, 1981. — 303 с. — 100000 прим.
- Ляшенко М. Ю., Свирин А. Б. До Земли ещё далеко: Книга знаний. — М., 1996. — (Библиотечка журнала «Начальная школа». Второкласснику)
- Ляшенко М. Ю., Свирин А. Б. До Земли ещё далеко: Книга знаний: [3-й класс]. — М. : Жизнь и мысль, 2010. — 159 с. — (Книга, здравствуй!: библиотечка МГПУ) — ISBN 978-5-8455-0160-8.

#### Книги іншими мовами
- Ljашенко М. Човек-зрак / Переклад сербськохорватською мовою М. Царцарачевић. — Београд : Нолит, 1962. — 284 с.
- Mihail Leaşenko. Omul-razà: Roman fantastic / Переклад румунською мовою L. Circo, Gh. Tomozei. — București : Tineretului, 1963. — 308 с.
- Ляшенко М. Човекът-лъч: За средна и горна училищ на възраст / Переклад болгарською мовою Цанко Калянджиев; Худож. Стоян Дуков. — София : Народна младеж, 1964. — 291 с. — (Библиотека «Приключения и научна фантастика» № 6/86)
- Ляшенко М., Мусатов А. Бережки: [Повесть] / Пер. А. Джамбиев. — Элиста : Калмиздат, 1965. — 191 с. — 500 прим.

### Окремі публікації
- Ляшенко М. Необыкновенное приключение // Советская Россия. — 1958. — 5 січня.
- Ляшенко М. Человек-луч: Фантастическая повесть (сокр.) / Ред. кол.: К.Андреев и др. // Мир приключений. Альманах. Книга четвёртая. — М. : Детгиз, 1959. — С. 2—79.
- Ляшенко М. Ю. Любовь Ивановна: Рассказы о депутатах // Советы депутатов трудящихся. — 1962. — № 2. — С. 84—86.
- Мусатов А., Ляшенко М. Пути людские. Из рассказов председателя завкома // Правда. — 1962. — 27 травня.
- Мусатов А., Ляшенко М. Пути людские. Из рассказов председателя завкома // Труд. — 1962. — 23 вересня.
- Мусатов А., Ляшенко М. Пути людские. Из рассказов председателя завкома // Октябрь. — 1962. — № 6. — С. 138—154.
- Мусатов А., Ляшенко М. В девичьей бригаде: Рассказ // Труд. — 1963. — 12 січня.
- Ляшенко М., Мусатов А. Операция «Бережки»: Повесть: [Сокращённый вариант] / Рис. Г. Перебатова // Уральский следопыт. — 1963. — № 7. — С. 33—44.
- Мусатов А., Ляшенко М. А началось с Марии Михайловны... Из записок председателя завкома: [Глава из повести «Пути людские...»] / Илл. М. Петров // Сов. профсоюзы. — 1963. — № 4. — С. 22—23.
- Мусатов А. И., Ляшенко М. Ю. Любовь Ивановна / Сост. Л. Давыдов, А. Некрасов // От подполья до звезд: Рассказы о коммунистах. — М. : Детгиз, 1963.
- Ляшенко М. Трое // Работница. — 1964. — № 2. — С. 18—19.
- Ляшенко М. Без прицела // Литературная Россия. — 1965. — 26 листопада. — С. 16—17.
- Ляшенко М., Мусатов А. Счастье Ильича — будущее счастье России // Детская литература. — 1969. — № 7. — С. 24—25.
- Мусатов А., Ляшенко М. Светом ленинских идей: рассказы о соратниках и современниках В. И. Ленина / Сост. Л. Д. Давыдов. — М. : Издательство политической литературы, 1969. — С. 333—346.
- Мусатов А., Ляшенко М. Встреча, которой не было: [О Мичурине И. В.] / Сост. Л. Д. Давыдов // Мы наш, мы новый мир построим. — М. : Политиздат, 1970.
- Мусатов А., Ляшенко М. По особому назначению: [О М. Калинине] / Сост. Л. Д. Давыдов // Мы наш, мы новый мир построим. — М. : Политиздат, 1970.
- Мусатов А., Ляшенко М. За середняка: [О М. Калинине] / Сост. Л. Д. Давыдов // Рассказы о партии. — М. : Издательство политической литературы, 1980. — Т. 2. — С. 135.